# Кріс Коцопулос

Кріс Коцопулос у складі «Гартфорд Вейлерс»

Кріс Коцо́пулос (англ. Chris Kotsopoulos; народився 27 листопада 1958; Скарборо, Онтаріо) — канадський професіональний хокеїст. В Національній хокейній лізі (НХЛ) провів 479 ігор, виступав за команди «Нью-Йорк Рейнджерс», «Гартфорд Вейлерс», «Торонто Мейпл-Ліфс» та «Детройт Ред-Вінгс». Коцопулос має македонське коріння.

## Біографія
На юнацькому рівні Коцопулос провів сезон 1975—76 в Хокейній лізі Онтаріо за «Віндздор Спітфаєрс». Наступного року вступив до Акадійського університету, але не зумів заграти за жодну з команд. Після закінчення навчання Коцопулос провів два роки, граючи в нижчих лігах, перед тим як 10 липня 1980 року був підписаний як вільний агент клубом «Нью-Йорк Рейнджерс».
У своєму дебютному сезоні в НХЛ 1980—81 Коцопулос набрав 16 очок. 2 жовтня 1981 року разом з Джеррі Макдональдом та Дагом Салліменом був обміняний до «Гартфорд Вейлерс» на форварда Майка Роджерса і вибір в 10-му раунді драфту 1982. Коцопулос провів чотири роки у складі «Вейлерс», але після того як в середині 1980-х років лінія захисту команди стала міцнішою 7 жовтня 1985 року його обміняли до «Торонто Мейпл-Ліфс» на форварда Стю Гевіна. У складі «Мейпл-Ліфс» Коцопулос провів 4 сезони, протягом яких його команда двічі досягала другого раунду плей-оф в 1986 і 1987 роках.
23 червня 1989 року як вільний агент підписав контракт з «Детройт Ред-Вінгс». В сезоні 1989—90 за «Ред-Вінгс» провів лише дві гри, а половину сезону в АХЛ у фарм клубі «Адірондак Ред-Вінгс». Кар'єру завершив в 1990 році.

## Статистика
| 1974—75      | Вексфорд Рейдерс        | ПЮХЛО        | 30  | 0  | 5   | 5   | 128 | —  | — | — | — | —  |
| 1975—76      | Вінздор Спітфайтерс     | ГЮХЛК        | 59  | 3  | 13  | 16  | 169 | —  | — | — | — | —  |
| 1976—77      | Акадійський університет | ААУА         | —   | —  | —   | —   | —   | —  | — | — | — | —  |
| 1977—78      | Акадійський університет | ААУА         | 17  | 0  | 7   | 7   | 72  | —  | — | — | — | —  |
| 1978—79      | Толедо Гоулдіггерс      | МХЛ          | 62  | 6  | 22  | 28  | 153 | 6  | 1 | 7 | 8 | 48 |
| 1979—80      | Нью-Гейвен Найтгокс     | АХЛ          | 75  | 7  | 27  | 34  | 149 | 10 | 4 | 5 | 9 | 28 |
| 1980—81      | Нью-Йорк Рейнджерс      | НХЛ          | 54  | 4  | 12  | 16  | 153 | 14 | 0 | 3 | 3 | 63 |
| 1981—82      | Гартфорд Вейлерс        | НХЛ          | 68  | 13 | 20  | 33  | 147 | —  | — | — | — | —  |
| 1982—83      | Гартфорд Вейлерс        | НХЛ          | 68  | 6  | 24  | 30  | 125 | —  | — | — | — | —  |
| 1983—84      | Гартфорд Вейлерс        | НХЛ          | 72  | 5  | 13  | 18  | 118 | —  | — | — | — | —  |
| 1984—85      | Гартфорд Вейлерс        | НХЛ          | 33  | 5  | 3   | 8   | 53  | —  | — | — | — | —  |
| 1985—86      | Торонто Мейпл-Ліфс      | НХЛ          | 61  | 6  | 11  | 17  | 83  | 10 | 1 | 0 | 1 | 14 |
| 1986—87      | Торонто Мейпл-Ліфс      | НХЛ          | 43  | 2  | 10  | 12  | 75  | 7  | 0 | 0 | 0 | 14 |
| 1987—88      | Торонто Мейпл-Ліфс      | НХЛ          | 21  | 2  | 2   | 4   | 19  | —  | — | — | — | —  |
| 1988—89      | Торонто Мейпл-Ліфс      | НХЛ          | 51  | 1  | 14  | 15  | 44  | —  | — | — | — | —  |
| 1989—90      | Детройт Ред-Вінгс       | НХЛ          | 2   | 0  | 0   | 0   | 10  | —  | — | — | — | —  |
| 1989—90      | Адірондак Ред-Вінгс     | АХЛ          | 24  | 2  | 4   | 6   | 4   | 4  | 0 | 0 | 0 | 2  |
| Всього в НХЛ | Всього в НХЛ            | Всього в НХЛ | 479 | 44 | 109 | 153 | 827 | 31 | 1 | 3 | 4 | 91 |